# Chiusi
Chiusi (etruskie: Clevsin; umbryjskie: Camars; greckie: Klysion, Κλύσιον; łacińskie: Clusium) – miejscowość i gmina we Włoszech, w regionie Toskania, w prowincji Siena.
Według danych na rok 2004 gminę zamieszkiwało 8125 osób, 140,1 os./km².

## Historia
Założone przez Etrusków było jednym z najpotężniejszych miast etruskich w VII i VI wieku p.n.e.

## Zabytki i atrakcje turystyczne
- Katedra romańska do której budowy wykorzystano rzymskie kolumny i kapitele. Przed głównym ołtarzem znajdują się rzymskie mozaiki
- Muzeum Archeologiczne (wł. Museo Archeologico Nazionale) założone w 1871 roku. Na zbiory muzeum składa się m.in. bogata kolekcja urn popielnicowych, waz czarnofigurowych oraz naczyń zwanych bucchero. Większość eksponatów pochodzi z okolicznych wykopalisk gdzie znaleziono około 400 grobów etruskich
- Muzeum Katedralne (wł. Museo della Cattedrale) zajmujące krużganki katedry, eksponujące rzeźby rzymskie i średniowieczne. Organizuje również wycieczki do lochów pod miastem, które pierwszym chrześcijanom służyły jako katakumby

## Miasta partnerskie
- Andrézieux-Bouthéon
- Neu-Isenburg